# Lullington (East Sussex)
Lullington – osada w Anglii, w hrabstwie East Sussex, w dystrykcie Wealden. Leży 81 km na południe od Londynu.